# LW10 (Paralympics)
LW10 ist eine Startklasse für Sportler im paralympischen Wintersport für Sportler im Ski Alpin, Ski Nordisch und im Biathlon. Die Zugehörigkeit von Sportlern zur Startklasse ist wie folgt skizziert:
Skisportler der Klasse LW10 haben Behinderungen der unteren Extremitäten und des Rumpfes. Die folgenden Minimumkriterien müssen erfüllt sein:
- normale Armfunktionen - und
- minimale Rumpf- und Beinfunktionen - und
- bei Fixierung der Beine ist der Athlet nicht in der Lage, ohne Armunterstützung frei zu sitzen.

Sportler starten sitzend und benutzen:
- für Ski Nordisch / Biathlon einen Sitz-Ski (Skischlitten),
- für Ski Alpin einen Monoski.

Diese speziellen Skischlitten/Monoski werden den unterschiedlichen Bedürfnissen der Sportlerin/des Sportlers angepasst und richten sich nach dem Grad der körperlichen Behinderung. Die Klasseneinteilung kennzeichnet den wettbewerbsrelevanten Grad der funktionellen Behinderung eines Sportlers.